# Vila do Porto (freguesia)
Vila do Porto é uma freguesia do município de Vila do Porto, com 26,04 km² de área e 3011 habitantes (censo de 2021). A sua densidade populacional é 115,6 hab./km².
Nesta freguesia semi-urbana situa-se o Aeroporto Internacional de Santa Maria, um porto comercial e uma marina.

## História
Freguesia mais antiga do arquipélago, localiza-se na costa oeste da ilha e tem como limites o oceano Atlântico, a norte, oeste e sul e as freguesias de Almagreira e São Pedro a este. 
Em termos urbanísticos, o seu núcleo histórico apresenta duas zonas distintas: a mais antiga, abaixo da Igreja Matriz, mantém o traçado primitivo das suas ruas, ainda de cariz medieval; na mais recente, acima da Matriz, o casario desenvolve-se ao longo de uma rua comprida e espaçosa. É integrada pelos lugares de Vila, Salvaterra, Fornos, Valverde, Pedras de São Pedro, Flor da Rosa, Cruz Teixeira, Santana, Aeroporto e Anjos, entre outras.
Frei Gonçalo Velho, fidalgo da Casa do Infante D. Henrique e Comendador da Ordem de Cristo, chegou à Ilha de Santa Maria em 1432. Na cartografia do século XIV, é chamada de "Ilha dos Lobos". Foi sede da primeira Capitania das ilhas dos Açores, inicialmente abrangendo as ilhas de Santa Maria e de São Miguel. O seu povoamento iniciou-se em 1439, após o desembarque na Praia dos Lobos.
O povoado do Porto terá sido fundado em 1450, por Fernão de Quental, numa lomba soalheira da costa Sul frente a ampla enseada. A Vila do Porto nasceu com o primeiro foral dos Açores cerca de 1470.
Apesar de não ter conhecido atividade sísmica desde o povoamento, foi sempre marcada pelo isolamento, inacessibilidade e fraco poder defensivo. Acredita-se que o desaparecimento dos documentos relativos à sua fundação tenha ocorrido na sequência dos incêndios causados por um ataque de corsários em 1616.
Sobre a sua população, Gaspar Frutuoso, nas Saudades da Terra, refere:
"É povoada esta Vila e toda a ilha de gente muito honrada, e muitos tem fidalguia por suas progénies, e outros por [a]lianças de casamentos com os Capitães e seus filhos, de que nasceram fidalgos. Todos os homens honrados, naturais da terra, quase geralmente são altos de corpo, bem dispostos e bem proporcionados, de bons e graves rostos e boas fisionomias, presumptuosos [sic] e amigos de honra, como o deve ser qualquer homem honrado."
Em 1901 Vila do Porto recebeu a visita régia de D. Carlos I e de Dona Amélia. No ano de 1908, quando ainda vigorava o regime monárquico em Portugal, o partido Republicano elegeu em Vila do Porto a sua primeira Câmara Municipal.
Com a construção do seu Aeroporto internacional em 1944, primeiramente servindo a Base Aérea dos Estados Unidos e em 1946 aberto ao tráfego aéreo civil, a freguesia de Vila do Porto adquiriu nova dinâmica, urbana, económica e cultural. De passado predominantemente agrícola, atualmente a sua economia baseia-se nos setores secundário e terciário sendo sede do importante Centro Oceânico de Controlo Aéreo.

## Demografia
A população registada nos censos foi:
Nota: Com lugares desta freguesia foi criada por decreto de 25/10/1906, a freguesia de Almagreira.
| Distribuição da População por Grupos Etários | Distribuição da População por Grupos Etários | Distribuição da População por Grupos Etários | Distribuição da População por Grupos Etários | Distribuição da População por Grupos Etários |
| -------------------------------------------- | -------------------------------------------- | -------------------------------------------- | -------------------------------------------- | -------------------------------------------- |
| Ano                                          | 0-14 Anos                                    | 15-24 Anos                                   | 25-64 Anos                                   | > 65 Anos                                    |
| 2001                                         | 606                                          | 522                                          | 1545                                         | 324                                          |
| 2011                                         | 533                                          | 419                                          | 1752                                         | 415                                          |
| 2021                                         | 421                                          | 336                                          | 1668                                         | 586                                          |

## Património edificado
De acordo com a tradição, as habitações da freguesia são pintadas na cor branca com barras realçando a pedra de cantaria e, em muitos casos, com a cor tradicional das demais freguesias da ilha (azul anil de Santa Bárbara, verde de Santo Espírito, amarelo ocre de São Pedro e almagre de Almagreira) por opção dos habitantes de cada uma delas quando vinham viver definitivamente para Vila do Porto, de modo a manter uma ligação afetiva com a sua freguesia de origem.
Entre o património edificado destacam-se:

### Arquitetura civil
- Aeroporto de Santa Maria (Açores), no lugar do Aeroporto

### Arquitetura religiosa
- Convento de São Francisco, no largo de Nossa Senhora da Conceição
- Ermida de Nossa Senhora da Boa Nova, na rua da Boa Nova
- Ermida de Nossa Senhora da Boa Viagem, no lugar de Santana
- Ermida de Nossa Senhora da Conceição, também conhecida por Ermida de Santa Luzia, no centro histórico
- Ermida de Nossa Senhora do Livramento, no centro histórico
- Ermida de Nossa Senhora dos Anjos, no lugar dos Anjos
- Ermida de Nossa Senhora Mãe de Deus, no lugar de Mãe de Deus
- Ermida de São Pedro Gonçalves Telmo, também conhecida por Ermida do Corpo Santo, no centro histórico
- Igreja de Nossa Senhora da Misericórdia (ou Igreja do Senhor dos Passos), no centro histórico
- Igreja de Nossa Senhora da Vitória, no largo de Nossa Senhora da Conceição
- Igreja de Nossa Senhora do Ar, no lugar do Aeroporto
- Igreja de Santo Antão, no alto de Santo Antão
- Igreja do Recolhimento de Santa Maria Madalena, no centro histórico
- Igreja do Recolhimento de Santo António, no centro histórico
- Igreja Matriz de Nossa Senhora da Assunção, no centro histórico

### Arquitetura militar

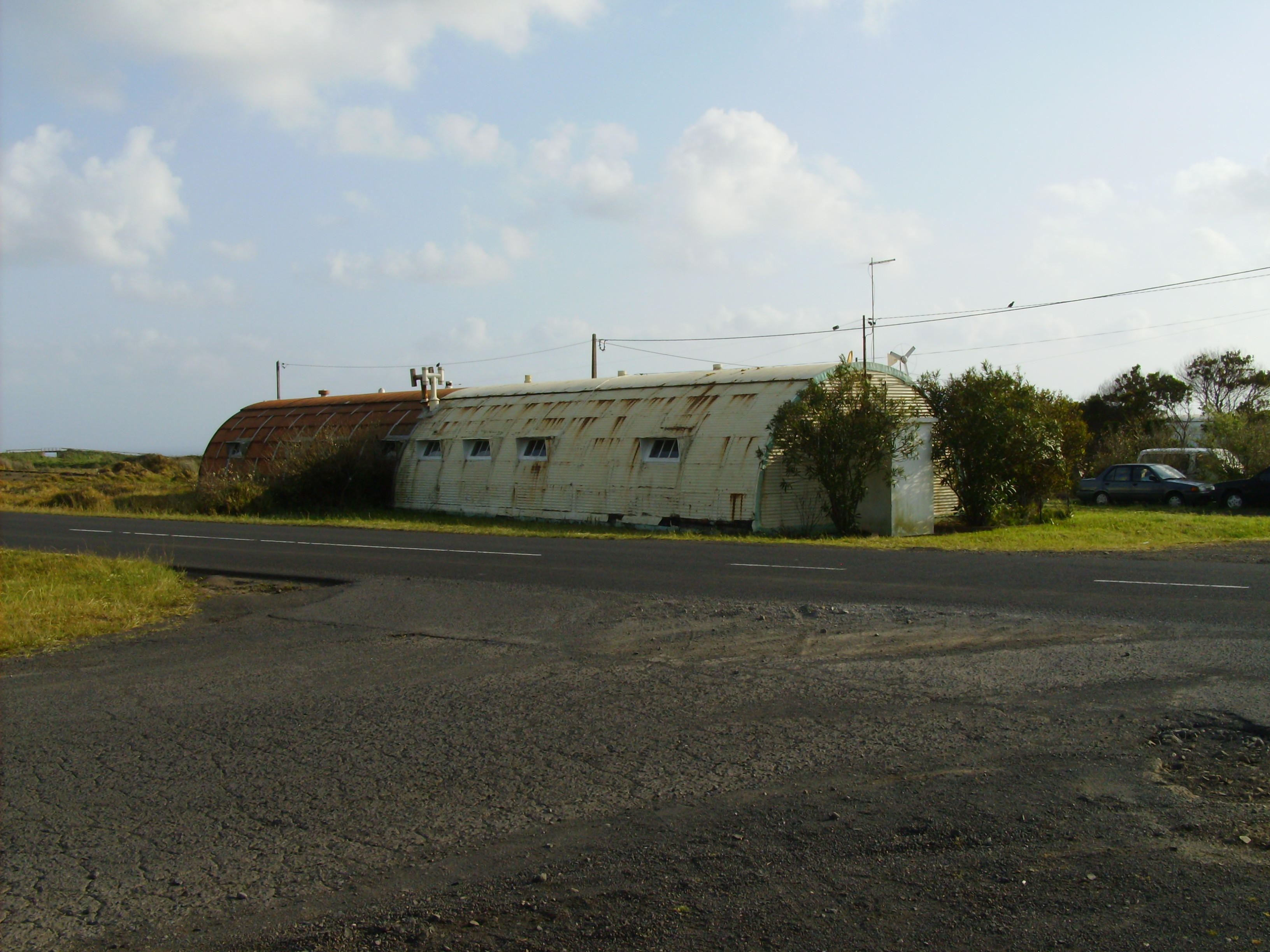
Quonset hut erguido pelas forças estadunidenses na Segunda Guerra Mundial.

- Bateria da Laje da Peça, entre a baía dos Anjos e a Praia de Lobos
- Forte da Figueira, no lugar do Figueiral
- Forte da Forca, a oeste do porto da Vila
- Forte de São Brás de Vila do Porto, no centro histórico
- Fortins do Porto (Vila do Porto), no centro histórico
- Forte de Nossa Senhora da Praia dos Anjos, no lugar dos Anjos
- Forte do Cabrestante, na foz da ribeira de Santana
- Forte do Marvão, na ponta do Marvão, a leste do porto da Vila
- Quonset huts, no lugar do Aeroporto

## Património natural e ambiental
- Baixa dos Badejos
- Banco João Lopes
- Furna de Santana
- Ilhéu da Vila
- Ilhéu do Mar da Barca
- Praia dos Anjos - zona balnear com grande significado histórico uma vez que aqui terão se estabelecido os primeiros povoadores e se ergueu a Ermida dos Anjos, a mais antiga dos Açores.
- Reserva Florestal de Recreio de Valverde
- Reserva Natural da Pedreira do Campo, do Figueiral e da Prainha
- Tartaruga (Arrecife)

## Património Cultural
- Clube Asas do Atlântico
- Clube Naval de Santa Maria
- Confraria dos Escravos da Cadeinha

Entre os monumentos de Vila do Porto, destacam-se:
- Padrão das Descobertas - no Largo de Nossa Senhora da Conceição. Da autoria de António Alcântara de Mendonça Dias, foi inaugurado em 15 de Agosto de 1932. Posteriormente, a 11 de Julho de 1960, recebeu uma palma de bronze, símbolo das comemorações em homenagem ao Infante D. Henrique então promovidas em todo o país.
- Padrão da Grande Guerra - no terrapleno do Forte de São Brás. Da autoria de Raúl Lino, foi inaugurado em 14 de outubro de 1929. Executado em pedra, divide-se em oito lóbulos, encimado por uma esfera armilar. Tem uma altura de 4,80 metros.
- Conjunto escultórico na entrada do Centro de Saúde de Vila do Porto - três figuras em bronze, sobre pedestal de pedra.
- Busto de Manuel Monteiro Velho Arruda - Em 1973 foi fundido um busto em bronze, que depositado em Vila do Porto, veio a ser instalado no largo com o seu nome em 1982.[5]

## Galeria

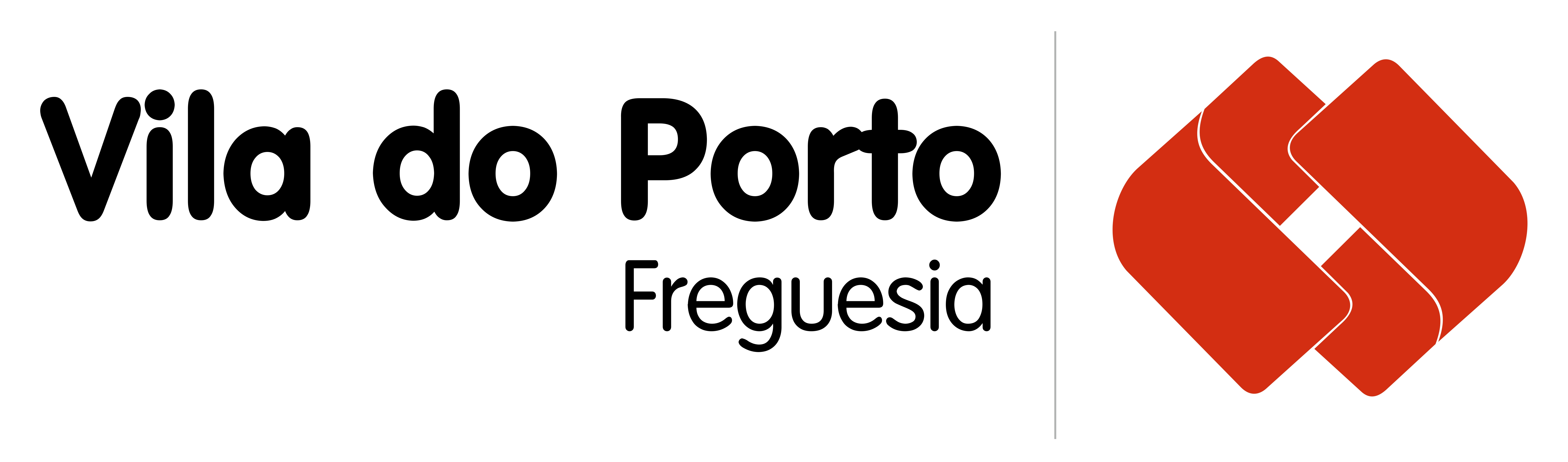
Logótipo Freguesia de Vila do Porto
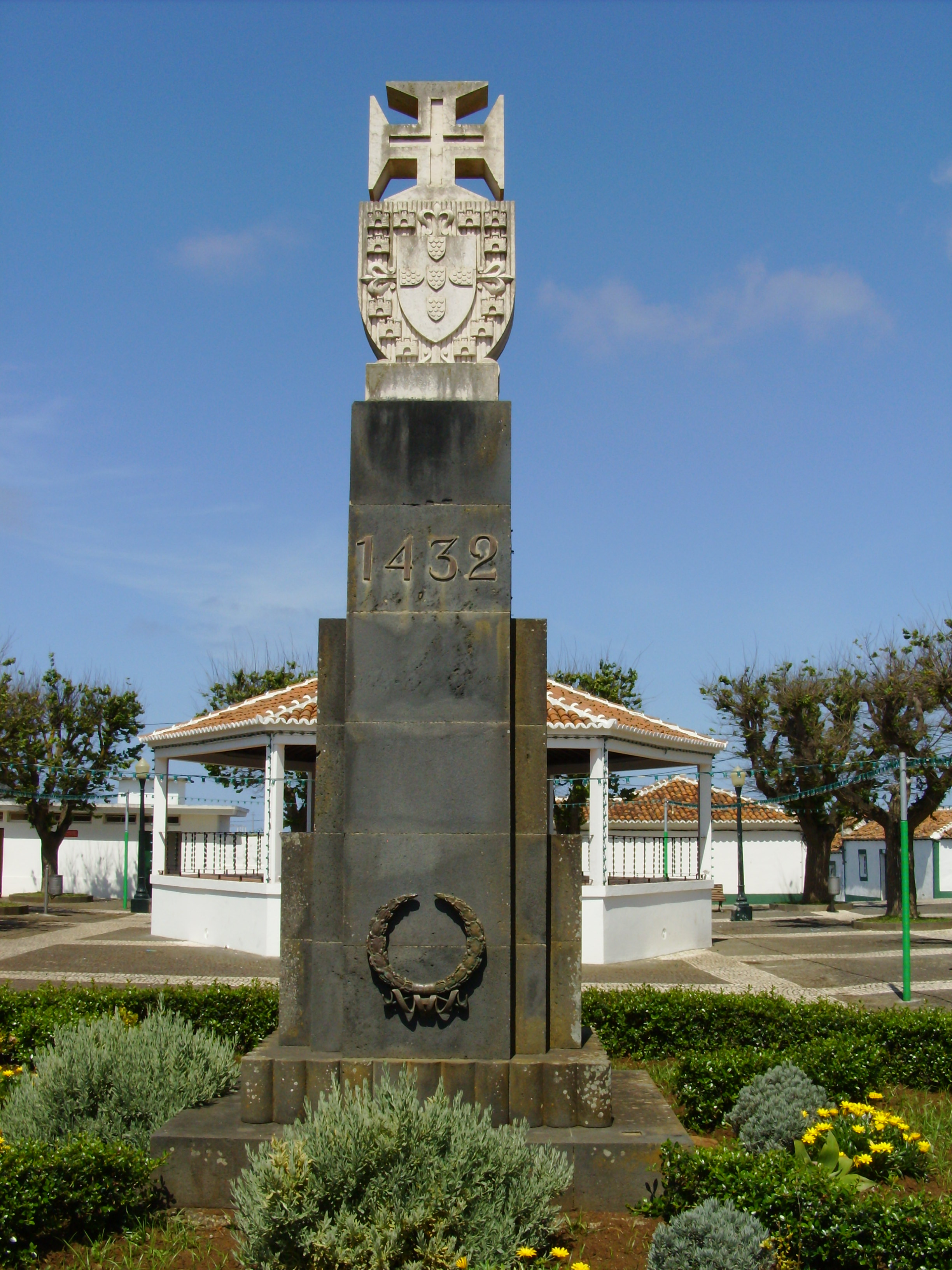
Padrão das Descobertas
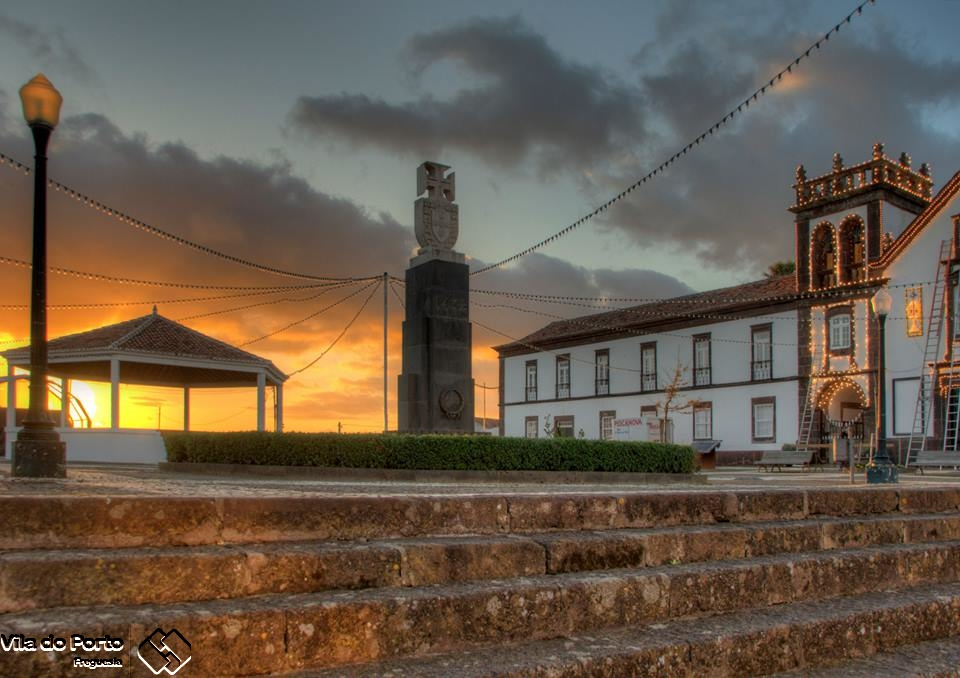
Padrão das Descobertas - Largo Nossa Senhora da Conceição
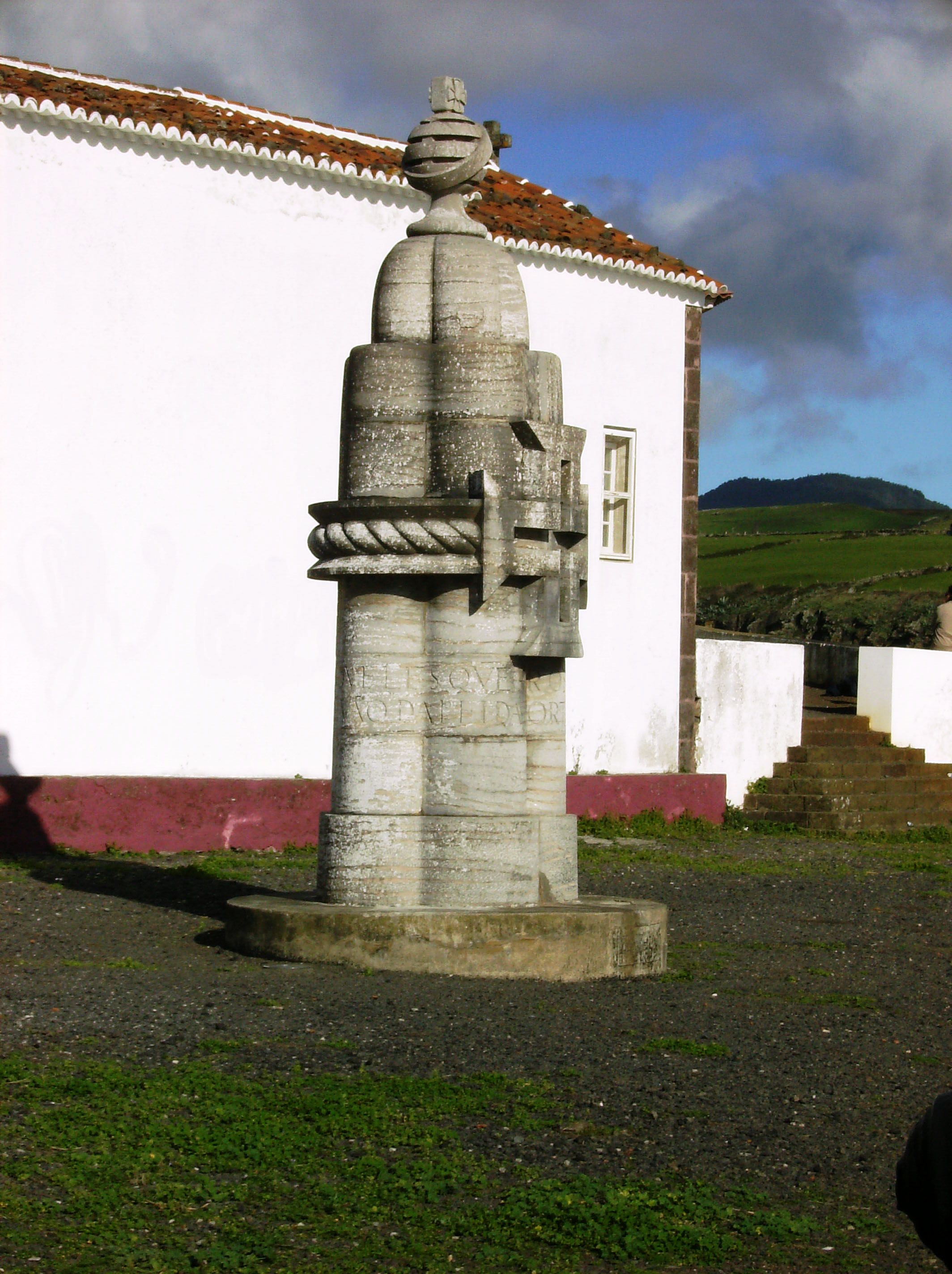
Padrão da Grande Guerra
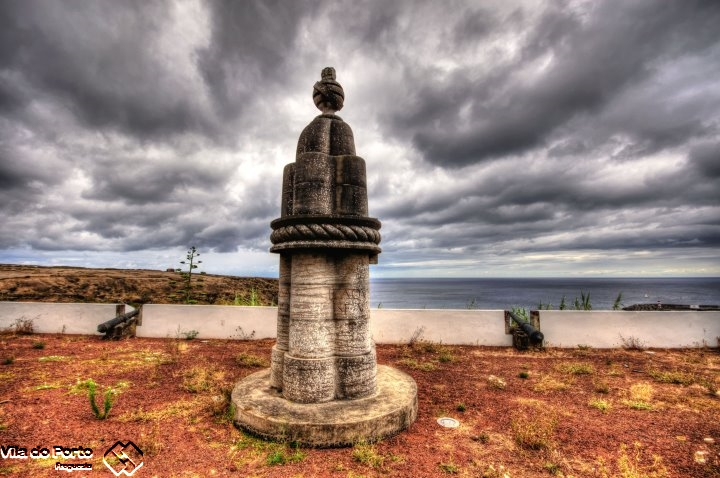
Padrão da Grande Guerra - Forte de São Bráz
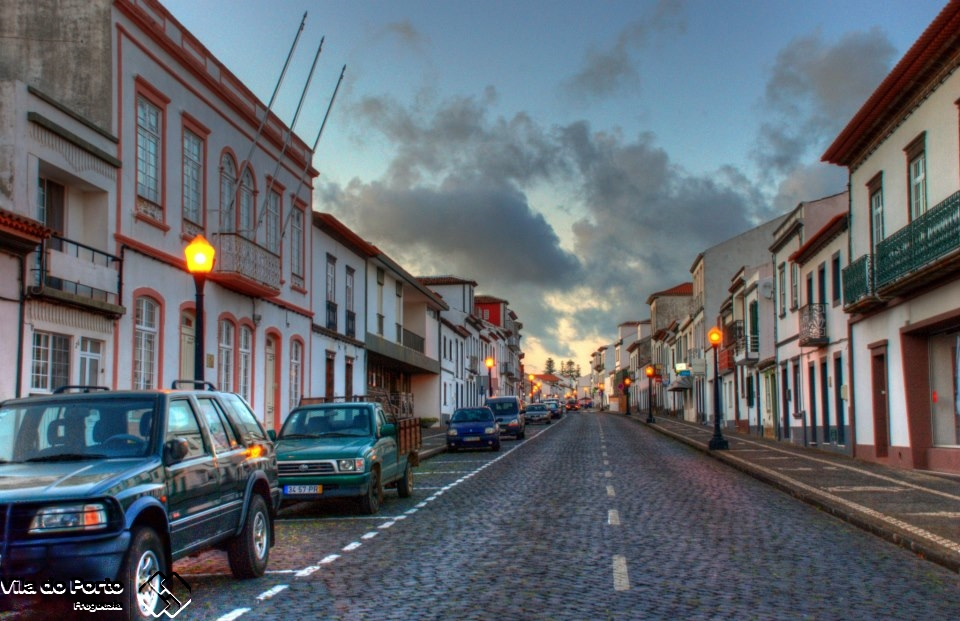
Rua Teófilo Braga
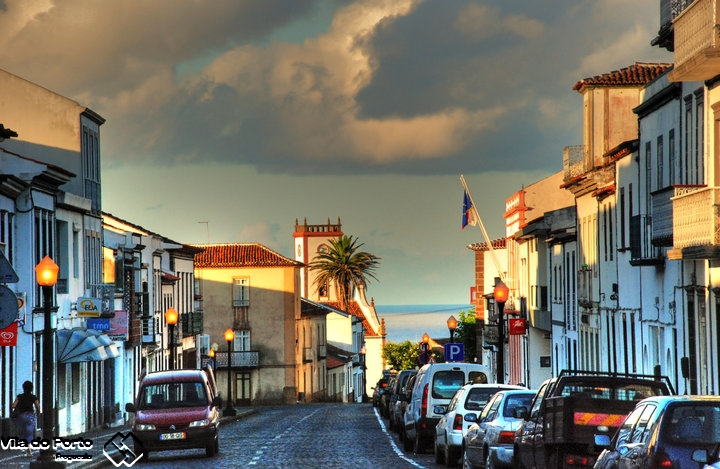
Rua Teófilo Braga
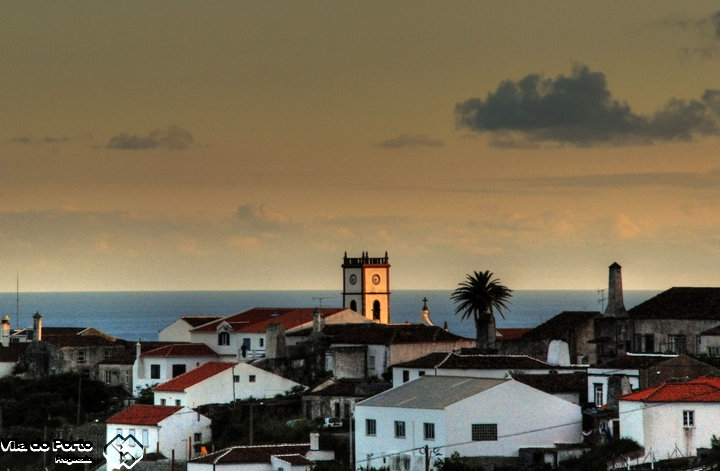
Vista para a Matriz
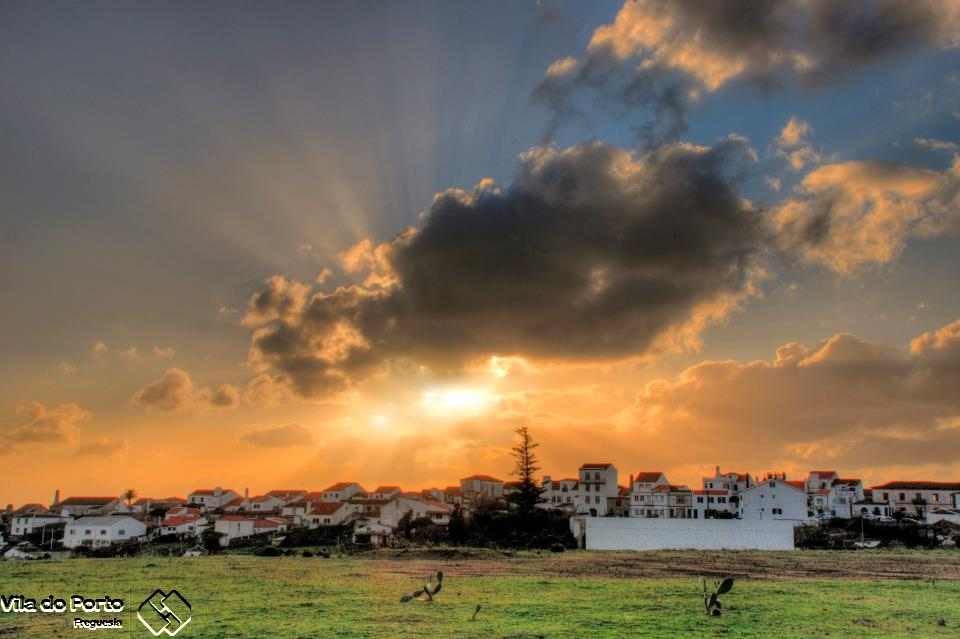
Amanhecer na Vila
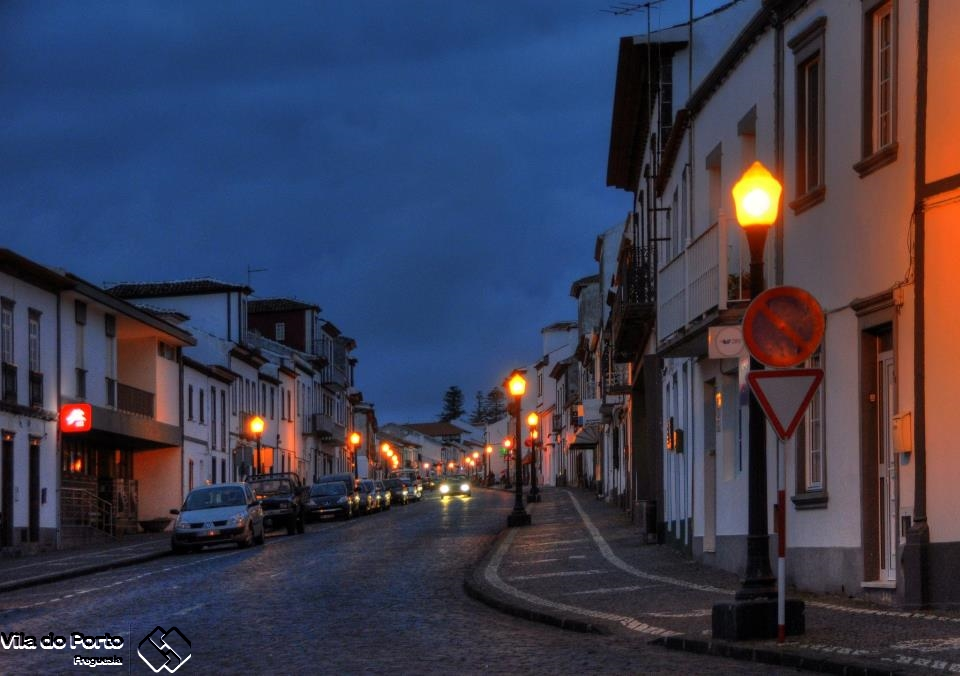
Rua Teófilo Braga
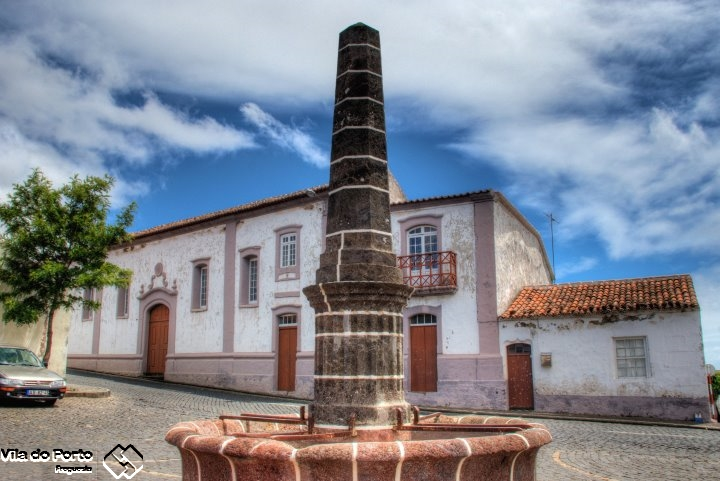
Largo Dom Luíz de Figueiredo
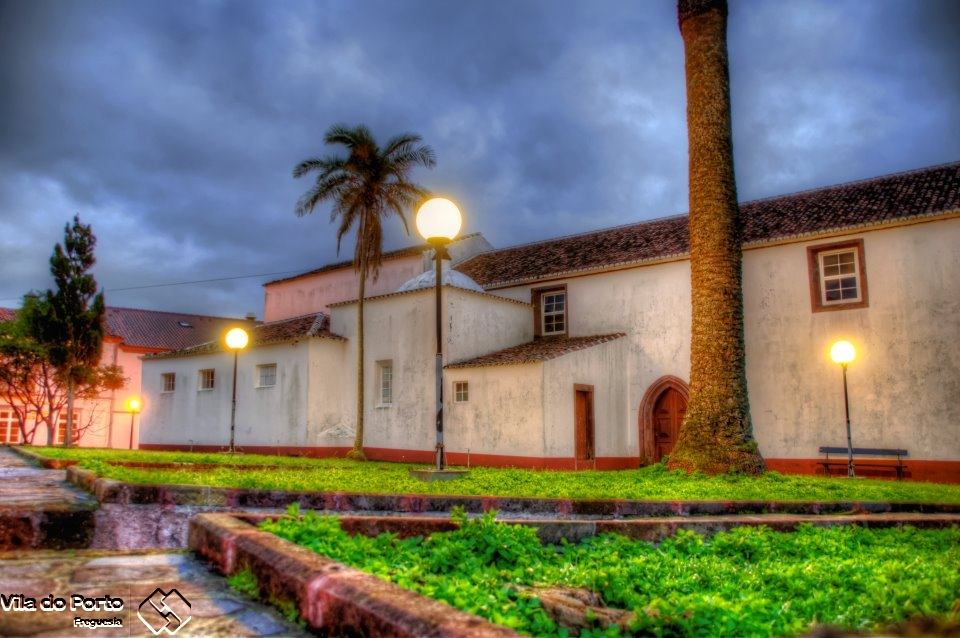
Igreja Matriz
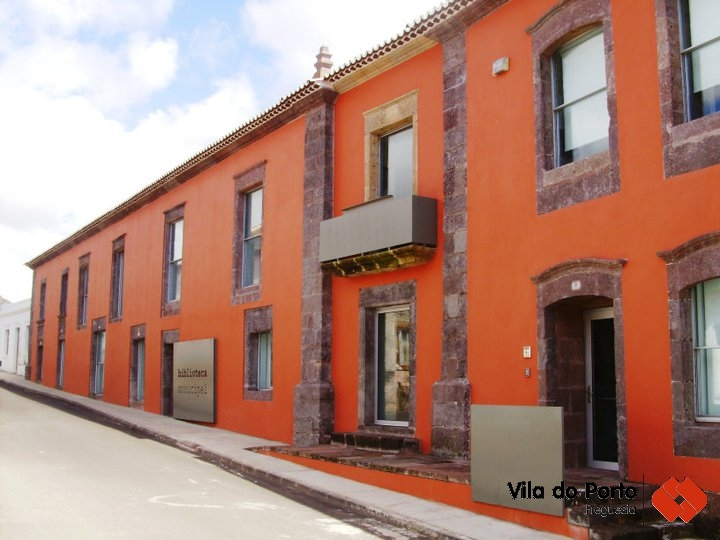
Antigo Solar da Boa Nova, atual Biblioteca Municipal
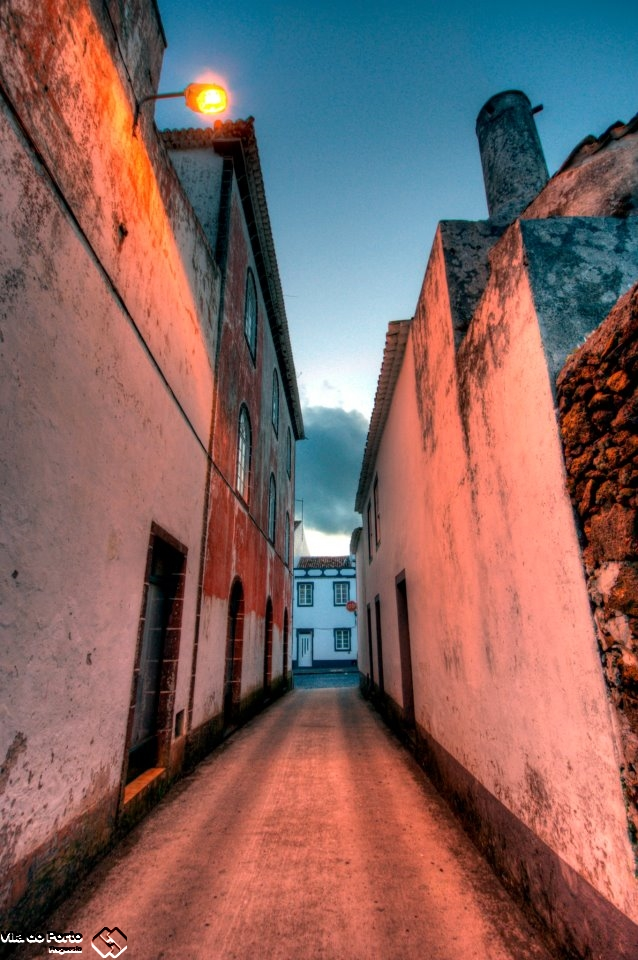
Travessa dos Oleiros
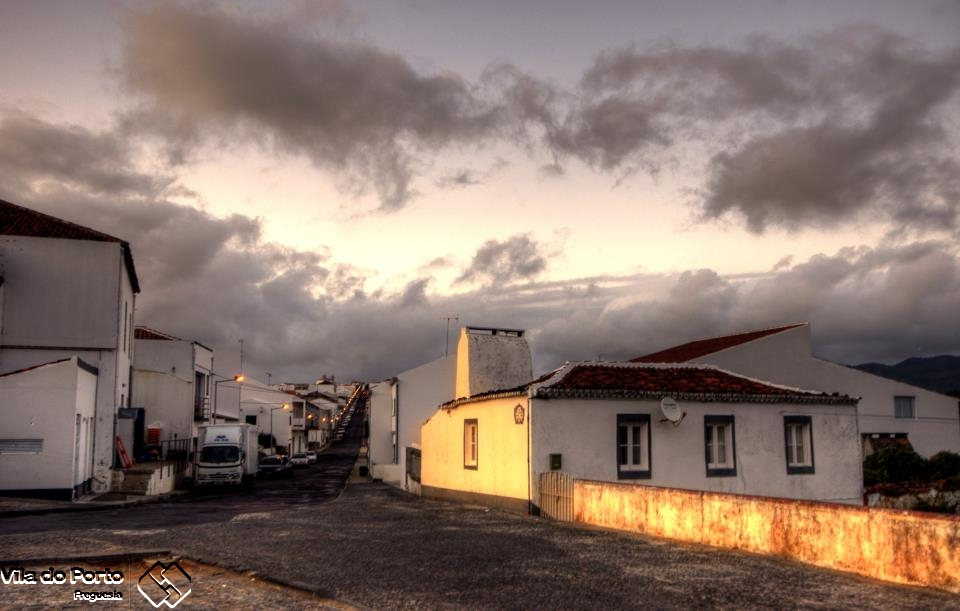
Rua Dr.Manuel Monteiro Velho Arruda
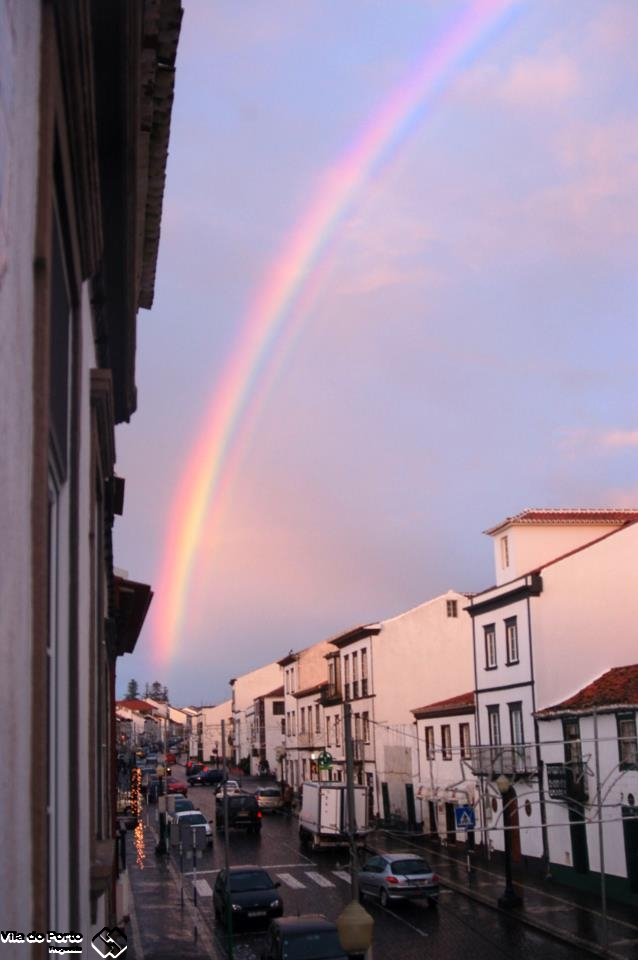
Rua Dr. Luís Bettencourt
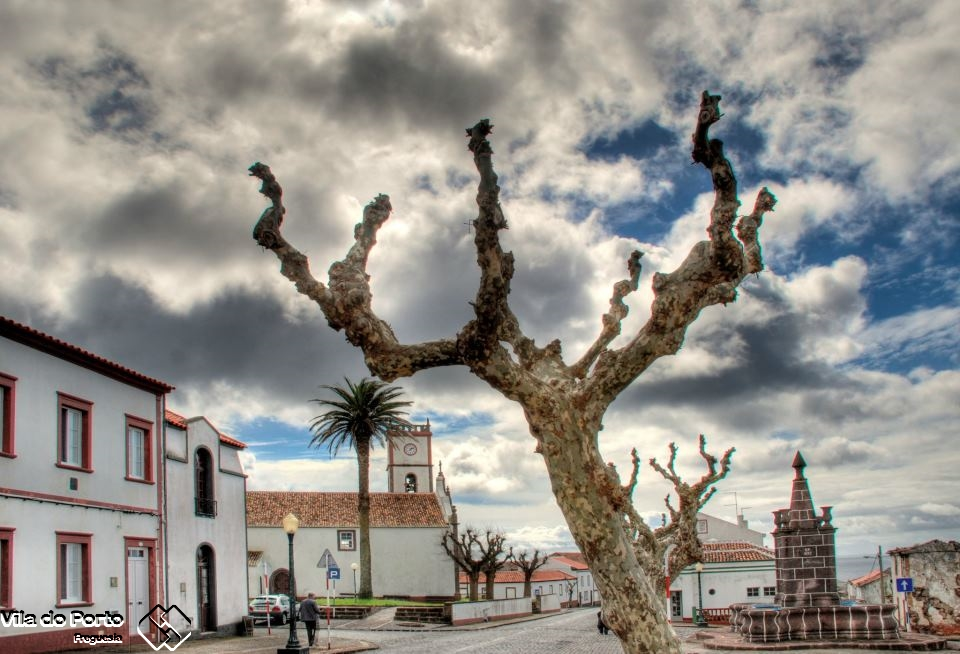
Plátano no Outono
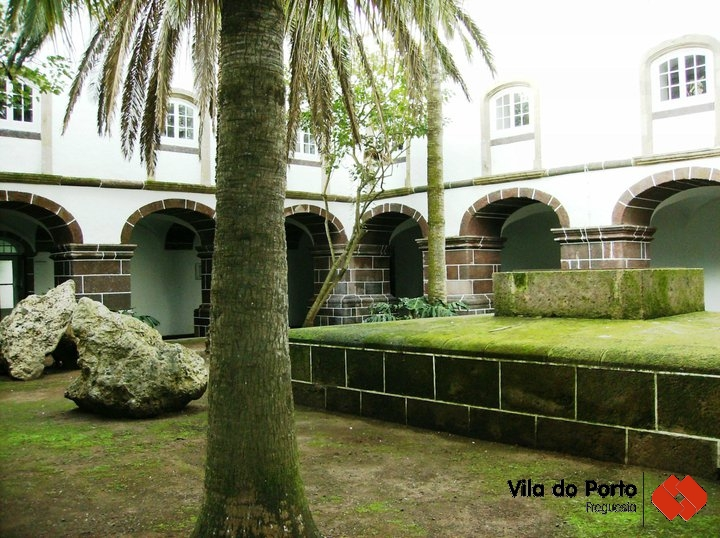
Convento de São Francisco - claustro
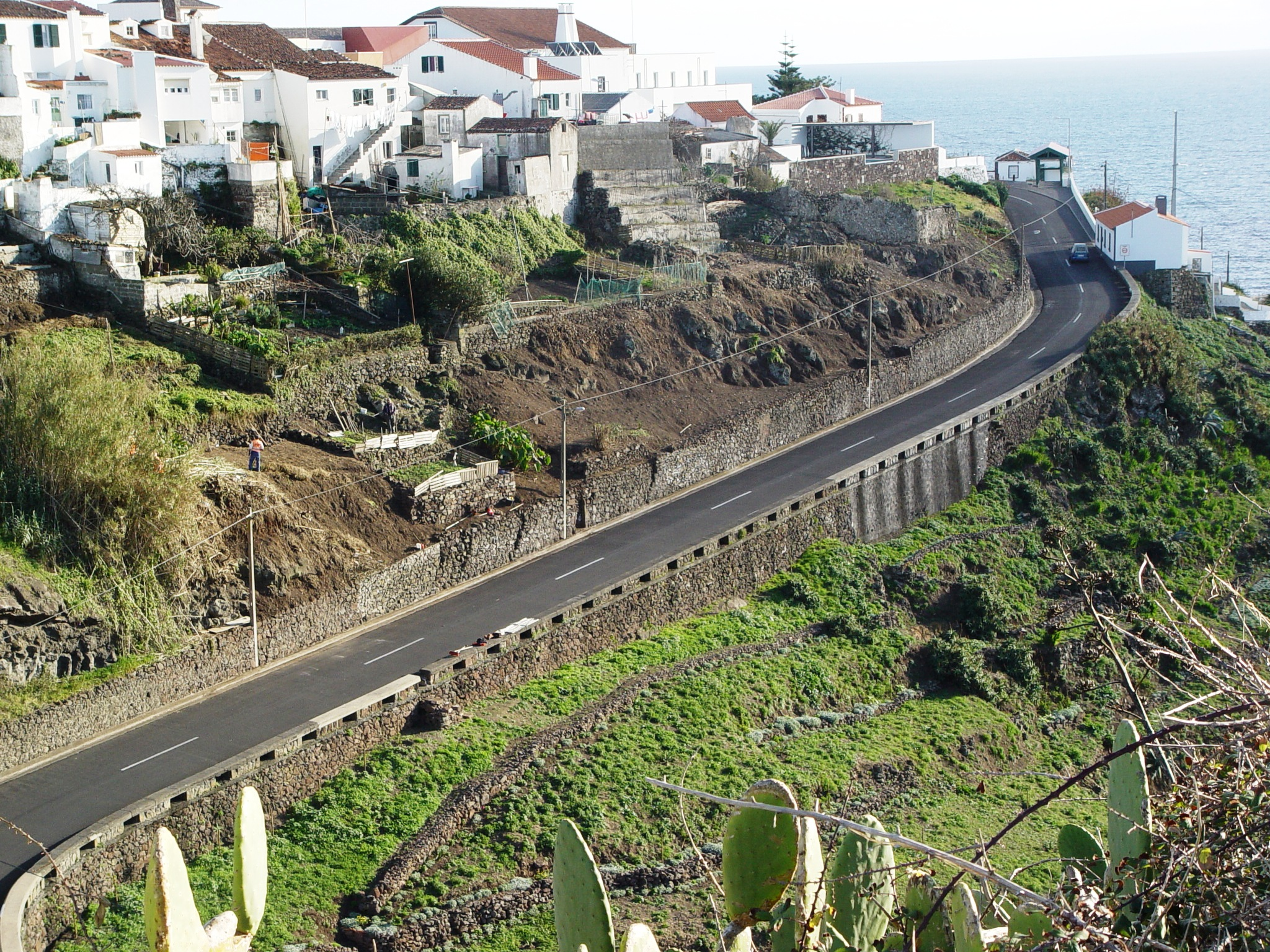
Jardim da Rocha
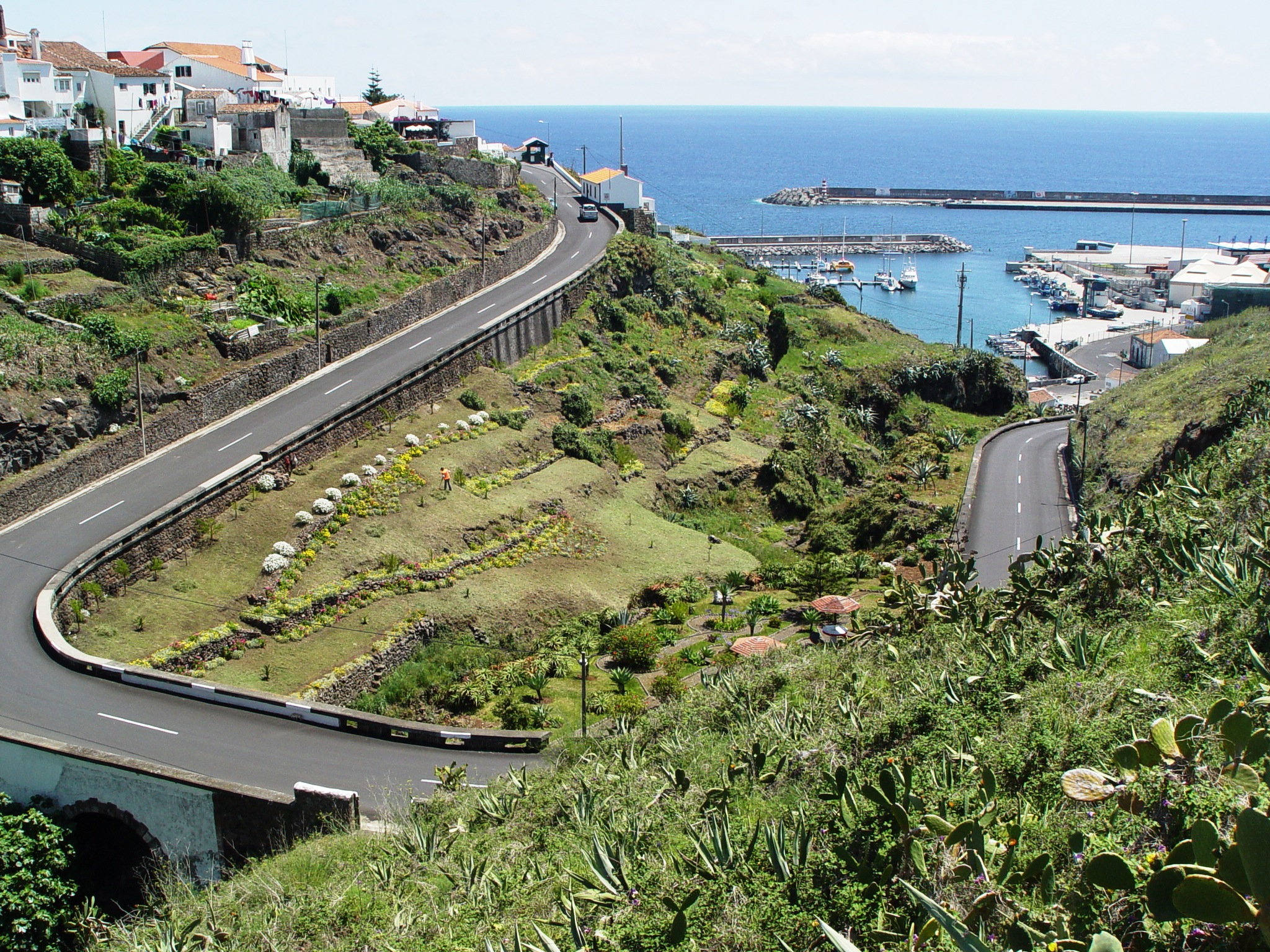
Jardim da Rocha
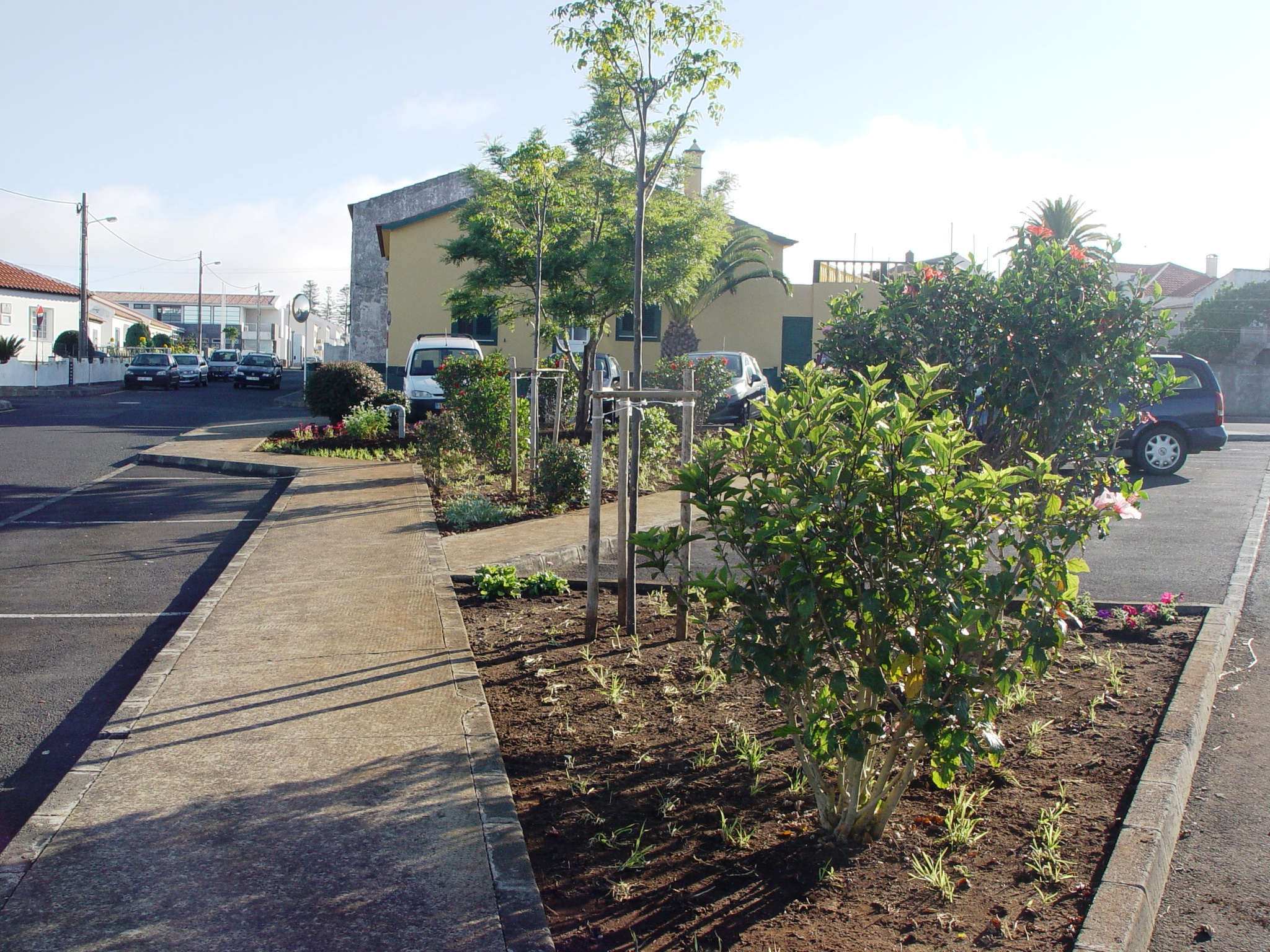
Rua do Cotovelo
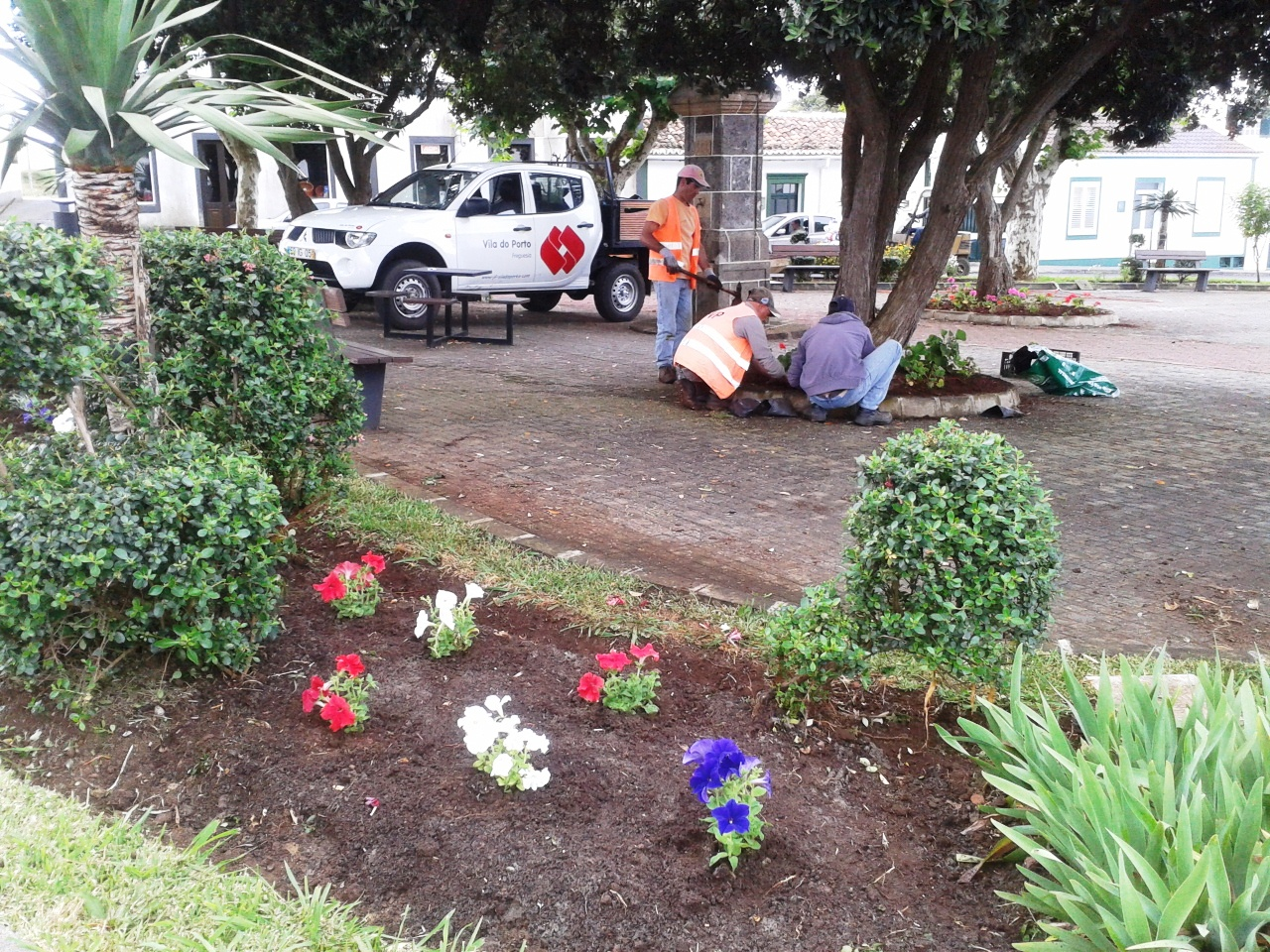
Largo Dr Jaime Figueiredo
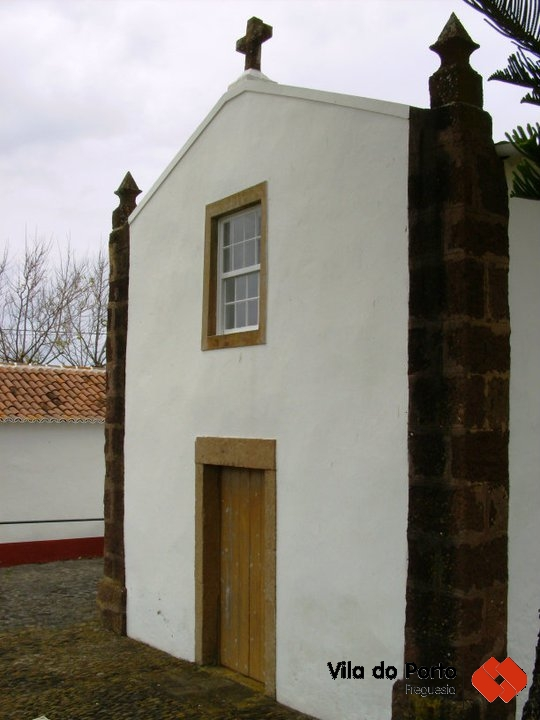
Ermida de Nossa Senhora dos Anjos
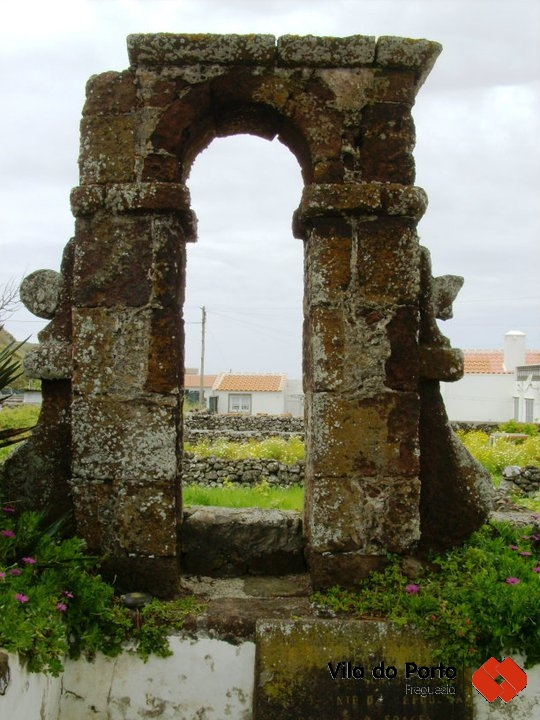
Campanário da Ermida de Nossa Senhora dos Anjos - Lugar dos Anjos
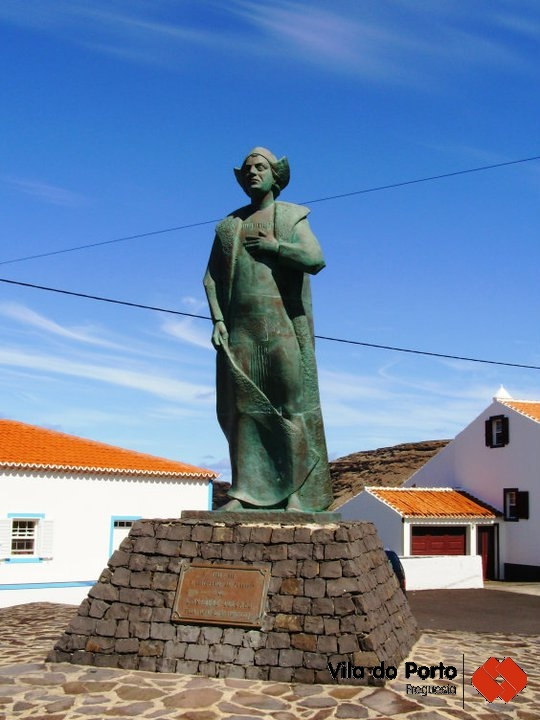
Estátua de Cristovão Colombo - Lugar dos Anjos
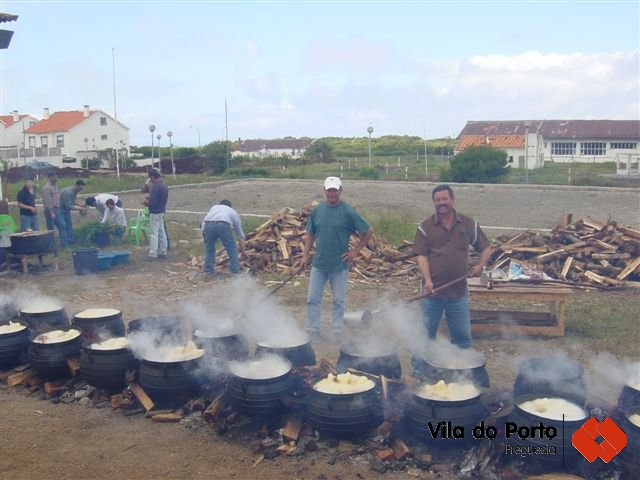
Império ao Divino Espírito Santo
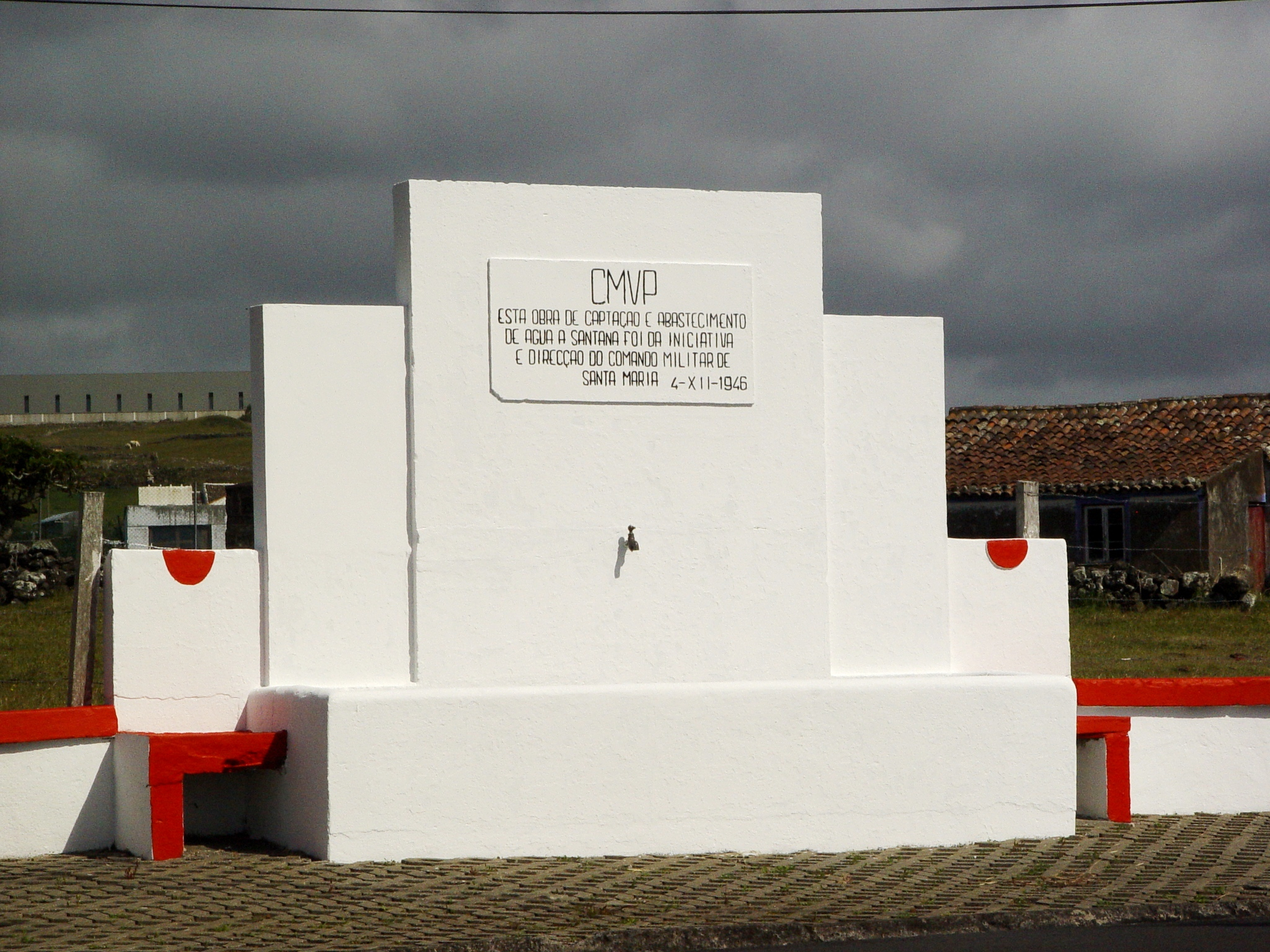
Fontanário - Estrada de Santana
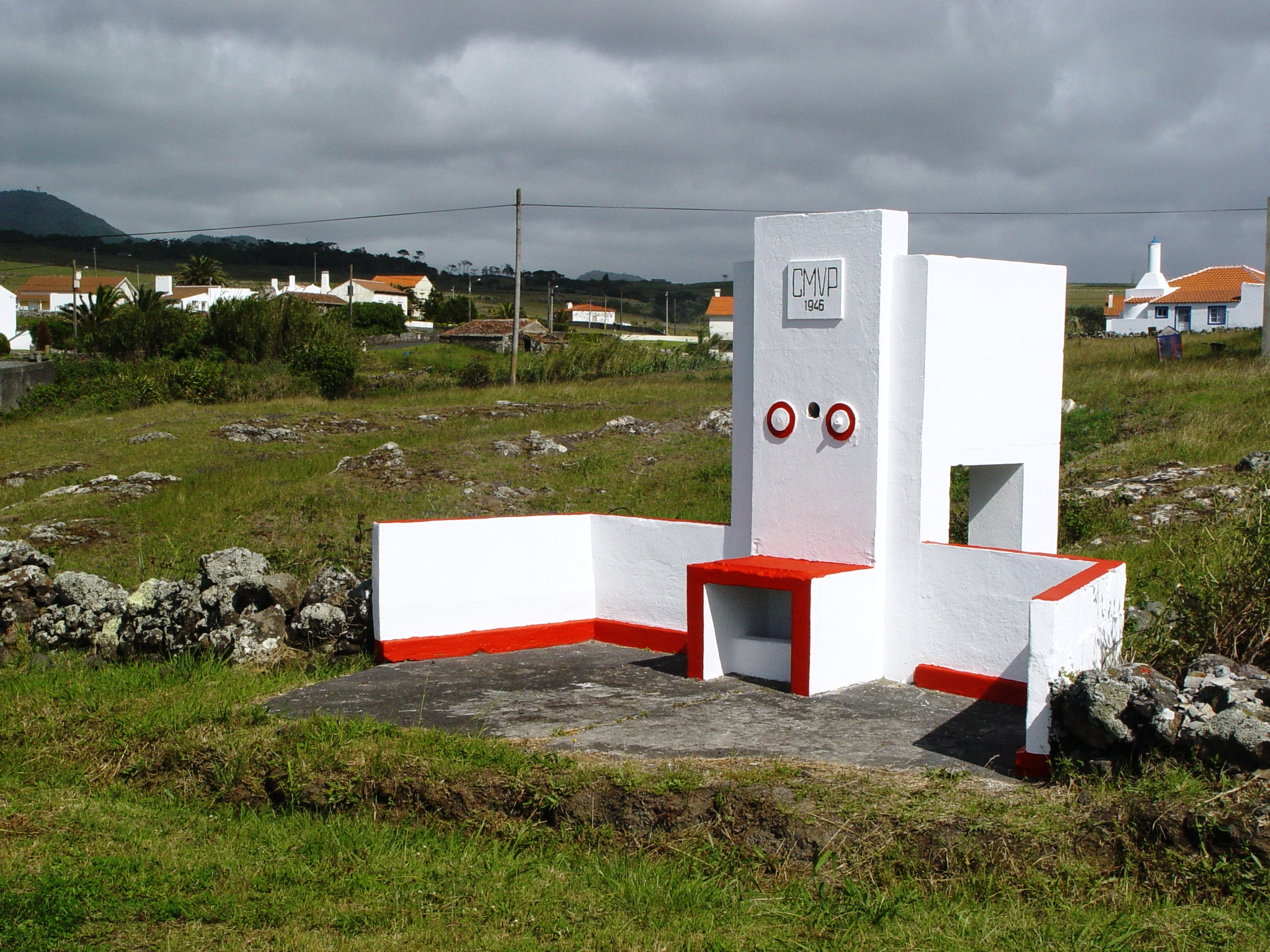
Fontanário - Santana de Baixo
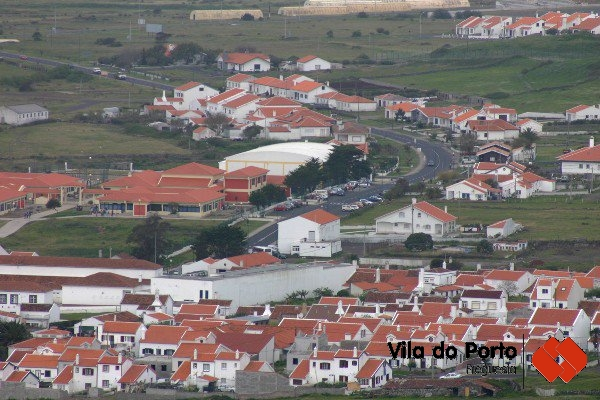
Avenida de Santa Maria
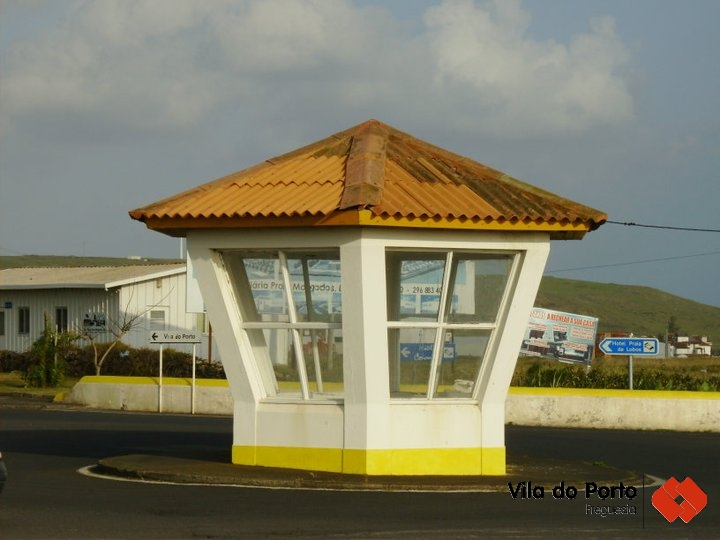
Açucareiro - Lugar do Aeroporto
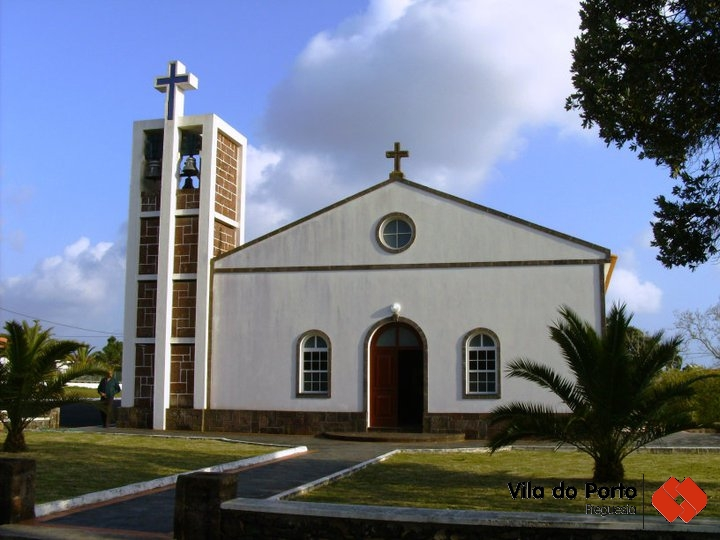
Igreja de Nossa Senhora do Ar - Lugar do Aeroporto
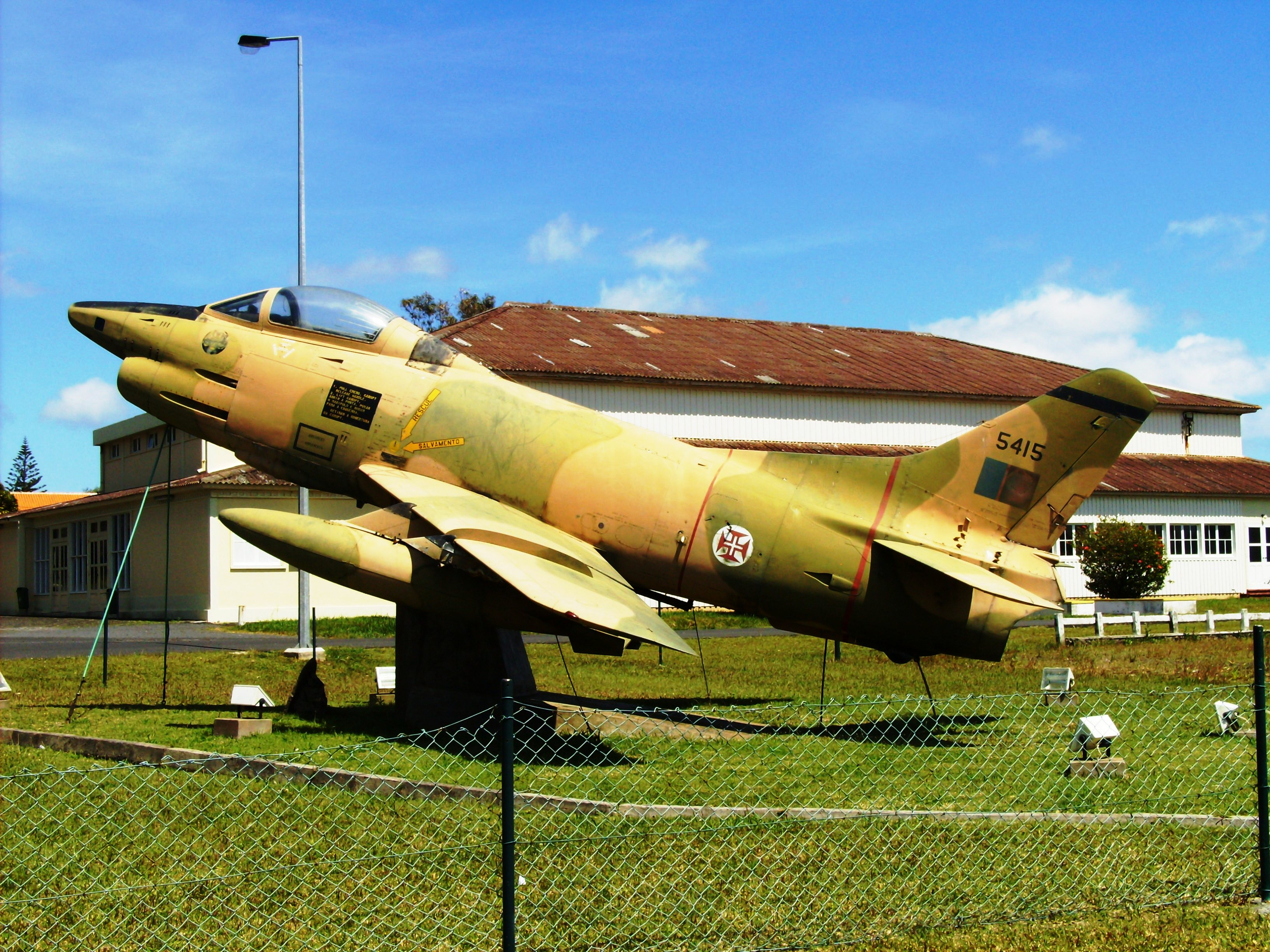
Antigo caça Fiat G.91 da FAP - Lugar do Aeroporto
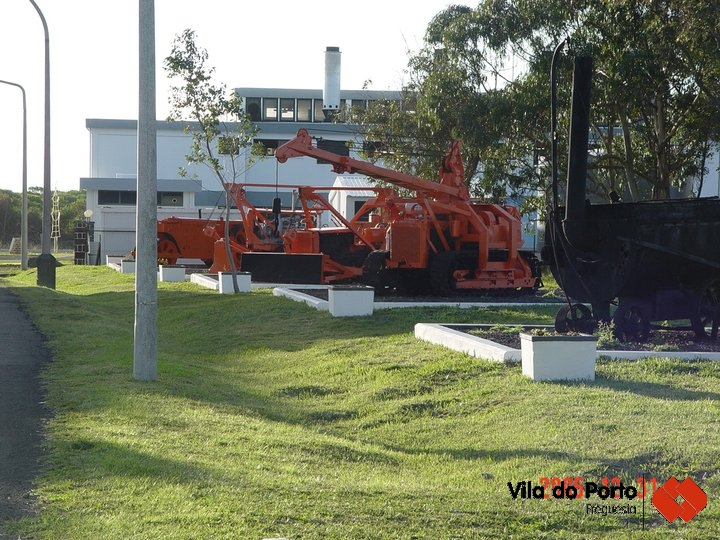
Espólio museológico - Lugar do Aeroporto
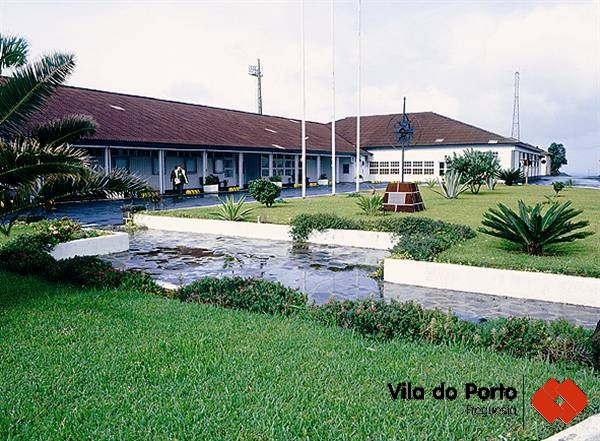
Aerogare do Aeroporto de Santa Maria
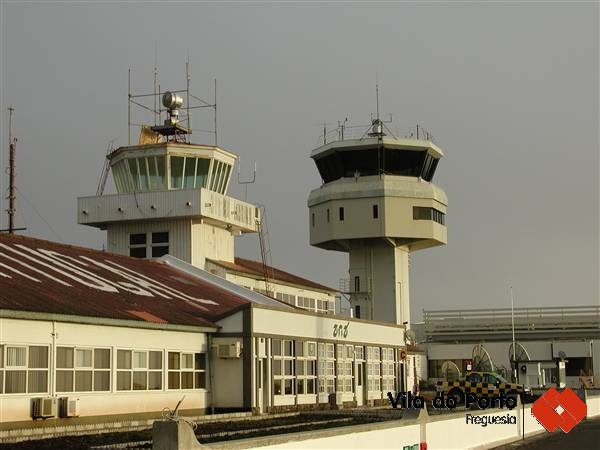
Torres de Controlo do Tráfego Aéreo - Lugar do Aeroporto
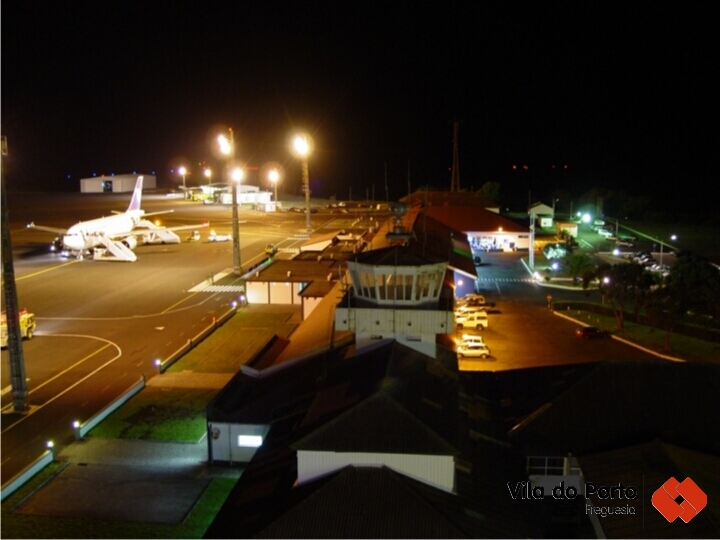
Aerogare - lado terra e lado ar
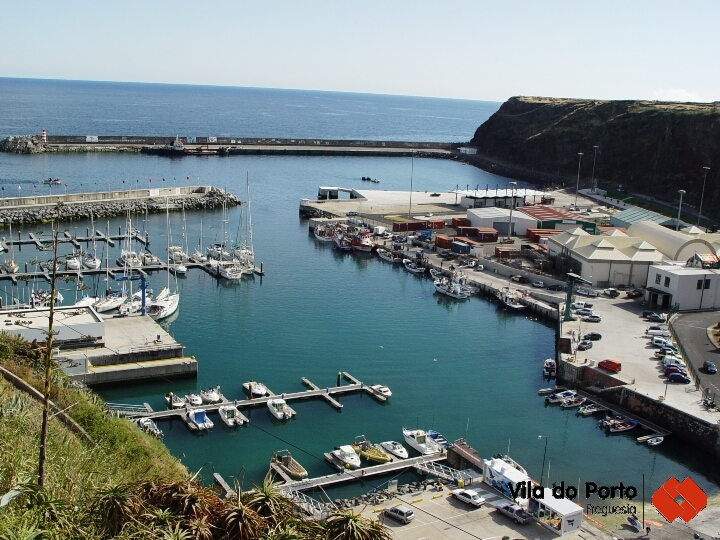
Marina e Porto
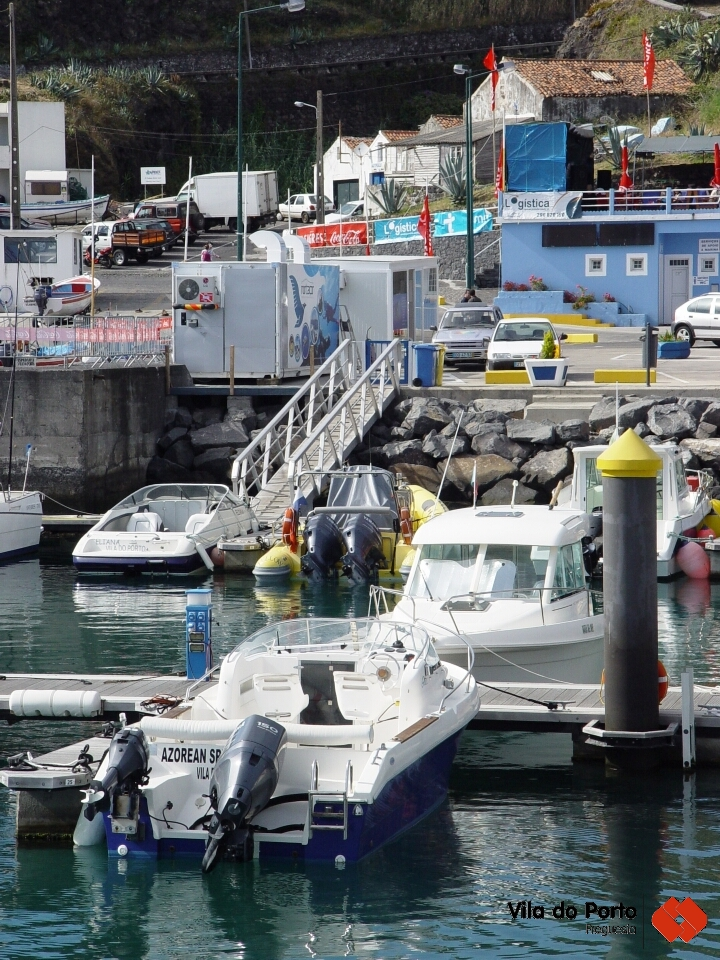
Marina de Vila do Porto